# Brighten the Corners
| Оценки критиков               | Оценки критиков |
| Источник                      | Оценка          |
| ----------------------------- | --------------- |
| AllMusic                      | [ 2 ]           |
| Chicago Tribune               | [ 3 ]           |
| Christgau's Consumer Guide    | A               |
| Entertainment Weekly          | B               |
| Los Angeles Times             | [ 6 ]           |
| NME                           | 6/10            |
| Pitchfork                     | 8.6/10          |
| Rolling Stone                 | [ 9 ]           |
| The Rolling Stone Album Guide | [ 10 ]          |
| Spin                          | 8/10            |

Brighten the Corners — четвёртый студийный альбом американской инди-рок-группы Pavement, выпущенный 11 февраля 1997 года на лейбле Matador Records. Альбом получил исключительно положительные отзывы критиков.

## История создания
Brighten the Corners был записан в домашней студии Митча Истера в Северной Каролине. По словам фронтмена группы Стивена Малкмуса, работать там предложили либо боссы Matador Records, либо Мэри Тимони из Helium. Brighten the Corners продюсировался группой совместно с Брайсом Гоггином, в его отсутствие (продлившееся примерно неделю) записью руководил Истер. Студийные сессии включали множество корректировок материала, и группа часто записывала несколько версий одной и той же песни, прежде чем принять окончательное решение. Вокал записывался отдельно — в Нью-Йорке.
Релиз альбома состоялся 11 февраля 1997 года на лейбле Matador Records. В 2008 году Matador выпустил Brighten the Corners: Nicene Creedence Edition, сборник, включающий оригинальный альбом, а также би-сайды, раритеты и невошедший в него материал.
Brighten the Corners получил крайне положительные отзывы критиков и занял 10-е место в ежегодном опросе Pazz & Jop за 1997 год, организованным газетой The Village Voice. В сопроводительном эссе к опросу Роберт Кристгау назвал его одним из своих «любимых альбомов года, без вопросов», наряду с пластинками Yo La Tengo, Sleater-Kinney и Арто Линдси.

## Список композиций
Слова и музыка всех песен — написаны Стивеном Малкмусом, за исключением отмеченных.
| №                   | Название                                                                        | Автор(ы)            | Длительность |
| ------------------- | ------------------------------------------------------------------------------- | ------------------- | ------------ |
| 1.                  | «Stereo»                                                                        |                     | 3:07         |
| 2.                  | «Shady Lane / J vs. S»                                                          |                     | 3:50         |
| 3.                  | «Transport Is Arranged»                                                         |                     | 3:52         |
| 4.                  | «Date w/ IKEA»                                                                  | Скотт Каннберг      | 2:39         |
| 5.                  | «Old to Begin»                                                                  |                     | 3:22         |
| 6.                  | «Type Slowly»                                                                   |                     | 5:20         |
| 7.                  | «Embassy Row»                                                                   |                     | 3:51         |
| 8.                  | «Blue Hawaiian»                                                                 |                     | 3:33         |
| 9.                  | «We Are Underused»                                                              |                     | 4:12         |
| 10.                 | «Passat Dream»                                                                  | Каннберг            | 3:51         |
| 11.                 | «Starlings of the Slipstream»                                                   |                     | 3:08         |
| 12.                 | «Fin» (фигурирует под названием «Infinite Spark», на изданиях за пределами США) |                     | 5:24         |
| Общая длительность: | Общая длительность:                                                             | Общая длительность: | 46:10        |

## Участники записи
- Стивен Малкмус — ведущий вокал, гитара
- Боб Настанович[англ.] — перкуссия, вокал
- Скотт Каннберг[англ.] — гитара, вокал
- Стив Уэст[англ.] — ударные, перкуссия
- Марк Айболд[англ.] — бас
- Митч Истер[англ.] — звукорежиссёр, сведение
- Брайс Гоггин[англ.] — звукорежиссёр, сведение

## Чарты
| Чарт (1997)                        | Высшая позиция |
| ---------------------------------- | -------------- |
| Australian Albums (ARIA)           | 64             |
| New Zealand Albums (RMNZ)          | 50             |
| Norwegian Albums (VG-lista)        | 38             |
| Swedish Albums (Sverigetopplistan) | 56             |
| Великобритания (UK Albums Chart)   | 27             |
| US Billboard 200                   | 70             |

| Сингл        | Год  | Высшая позиция |
| Сингл        | Год  | UK             |
| ------------ | ---- | -------------- |
| «Stereo»     | 1997 | 48             |
| «Shady Lane» | 1997 | 40             |